# ここは鴨川ゲーム製作所
『ここは鴨川ゲーム製作所』（ここはかもがわゲームせいさくじょ）は、スケラッコによる日本の漫画作品。『まんがライフオリジナル』（竹書房）にて、2021年7月9日から2023年12月21日まで連載。

## あらすじ
主人公のヨウ。彼女は一般的なことをこなすことが苦手だった。ある日、空き家になった祖母の家の管理を任され、そこでゲーム制作をしようと思い立つ。カナデ、ヨウのいとこ・キク、美大の臨時講師のホーライと共に制作をしていく。

## 登場人物
ヨウ
本作の主人公。一般的な事をこなすことが苦手。

キクちゃん
ヨウのいとこ。心優しい性格の持ち主で、ヨウをサポートしてくれる。

ホーライ
美大の臨時講師。カナデの飲み友達。

カナデ
キクの妻の友達。

## 作風
漫画解説者の南信長によると、明言されていないものの、ADHD傾向があるヨウ、足が悪いために杖を使用しているキク、職場でのジェンダーの格差に悩むカナデ、ゲイであり同性のパートナーと生活をするホーライ、引きこもりの若者やシングルマザーなど、「多様な人々の心情を丁寧に軽やかに描く」作品である。

## 書誌情報
- スケラッコ『ここは鴨川ゲーム製作所』竹書房 〈バンブーコミックス〉、全2巻
  1. 2022年10月17日発売[4][5]、ISBN 978-4-8019-7868-3
  2. 2024年2月17日発売[6]、ISBN 978-4-8019-8251-2